# Cornelius Coymax
Cornelius Caymox d. Ä. (* vor 1540 in Antwerpen; † 19. Oktober 1588 in Leipzig; andere Schreibweise: Cornelius Chaymox) war ein Karten-, Kunst- und Kurzwarenhändler in Nürnberg.

## Leben
Nach seiner Heirat mit Kunigunda Gottschalk am 1. Juni 1563 in Nürnberg wurde ihm das Bürgerrecht erteilt und er wurde in das Bürgerbuch eingetragen. Drei Jahre später wurde ihm der Verkauf von Gemälden unter dem Rathaus erlaubt. 1582 machte er ein Weinhandel auf und bekam die Erlaubnis, am Rhein zu wohnen, ohne sein Bürgerrecht aufgeben zu müssen. Im Jahrbuch der Leipziger Messe stand, dass Caymox neben Kupferstichen Flugblätter, Bücher und Hausrat wie Hutschnüre, Spiegel, Kompass usw. verkaufte. Nach dem Tod seiner Ehefrau heiratete er am 29. Mai 1587 Anna von der Haardt. Caymox starb ein Jahr darauf während eines Messebesuchs.

## Werke
In dem sechsbändigen Werk „Beschreibung und Contrafactur der vornembsten Stät der Welt…“, herausgegeben von Georg Braun und Franz Hogenberg, sind Kupferstiche mit deutschen Städteansichten von Caymox enthalten.